# Virgil Bercea
Virgil Bercea (Habic, Condado de Mureș, Romênia, 9 de dezembro de 1957) é bispo da Eparquia de Oradea Mare da Igreja Católica Grega da Romênia desde 1997.
Estudou na sua cidade e após o serviço militar frequentou a Universidade de Ciências Agrárias e Medicina Veterinária de Cluj-Napoca de 1977 a 1981. Trabalhou como engenheiro agrônomo e investigador até 1990.
Apoiado por seu tio, o arcebispo Alexandru Todea, o líder clandestino da Igreja Católica Grega Romena sob a Romênia comunista, Bercea estudou teologia secretamente e, em 9 de dezembro de 1982, foi secretamente ordenado sacerdote. Após a ordenação, ele serviu clandestinamente como sacerdote na cidade de Târgu Mureş. Após a Revolução Romena de 1989, ele pôde cursar uma especialização em teologia dogmática na Pontifícia Universidade Urbaniana, em Roma, e a partir de 1992 foi nomeado vigário geral em Blaj.
Em 20 de julho de 1994, Bercea foi nomeado bispo auxiliar da Archeparquia católica grega de Făgăraş e Alba Iulia e assim consagrado bispo pelo arcebispo-mor Lucian Mureșan em 8 de setembro de 1994. Em 6 de novembro de 1996, foi nomeado bispo coadjutor da Eparquia católica romena de Oradea Mare, ao qual foi sucedido em 8 de junho de 1997.
Em 2000, Virgil Bercea foi condecorado com a Ordem Nacional Romena de "Serviço Fiel" com o posto de Comandante pelo Presidente da Romênia. Em 2003, recebeu o título acadêmico de doutor em teologia pela Pontifícia Universidade Urbaniana.
Em 7 de fevereiro de 2004, Bercea foi agraciado pelo Presidente da Romênia da Ordem do Mérito Cultural no posto de Comandante na categoria Religiosa, "como forma de agradecimento pelo trabalho de Vossa Santidade no campo da religião, aos ecumênicos e espírito cívico demonstrado e a contribuição que você trouxe para fortalecer as relações inter-religiosas." O Bispo Bercea enviou a seguinte resposta: “Quero agradecer-lhe por este post e ao mesmo tempo agradecer ao Presidente, mas não aceito esta distinção e não irei assistir à cerimónia. Além disso, desta forma, que o Presidente Secretaria de Estado da Religião, considero um insulto não só à Igreja Romena Unida a Roma, Greco-católica, mas também à Igreja Ortodoxa ou a qualquer outra religião da Romênia."

Durante o reinado de Bercea, a Eparquia de Oradea Mare foi devolvida a várias igrejas, junto com a residência do palácio episcopal e a Catedral de São Nicolau, que havia sido confiscada 58 anos atrás pelo regime comunista e dada à Igreja Ortodoxa Romena . 